# 香港蛛屬
香港蛛屬（學名：Hongkongia）是平腹蛛科之下一個蜘蛛的属，由中國蛛類動物學家宋大祥及朱明生於1998年描述。其物種主要分佈於亞洲，包括中國大陸、香港以及其國境橫跨東亞及大洋洲的印尼；另有一產於西非的物種Hongkongia incincta由其他屬被重新分類至本屬。本屬的學名源於其第一個物種的發現地香港，而模式标本保存於香港大学的生态学系（即現在理學院生物科學學院的生態學及生物多樣性學系，位於新建的嘉道理生物科學大樓）。

## 物種
截至2019年5月，本屬包括下列五個物種：
- Hongkongia caeca Deeleman-Reinhold, 2001：印尼的馬略卡島[6]
- Hongkongia incincta (Simon, 1907)[4][1]：只見於西非，舊屬Echemus屬，2019年被移往本屬[1][5]。
- Hongkongia novia Sankaran & Tripathi, 2023[7]
- Hongkongia reptrix Deeleman-Reinhold, 200}：印尼的爪哇島、婆羅洲及巴厘島[6]
- 宋氏香港蛛 Hongkongia songi Zhang, Zhu & Tso, 2009：台灣[8]
- 胡氏香港蛛 Hongkongia wuae Song & Zhu, 1998：模式種，分佈於中國大陸、香港[2][3]及印尼的蘇拉威西島[6]。

## 外部連結
- 維基物種上的相關：香港蛛屬